# Решуцьк (станція)
Решу́цьк  — проміжна залізнична станція 5-го класу Рівненської дирекції Львівської залізниці на неелектрифікованій лінії Рівне — Сарни між станціями Рівне (11 км) та Любомирськ (10 км). Розташована за 1 км на південь від села Решуцьк Рівненського району Рівненської області.

## Історія
Станція відкрита 1910 року за назвою розташованого неподалік однойменного села Решуцьк на відкритій ще у 1885 році залізничній лінії Рівне — Сарни — Лунинець.

## Пасажирське сполучення
На станції Решуцьк зупиняються приміські поїзди сполученням Здолбунів — Сарни.